# Oskar Hinterleitner
Oskar Hinterleitner (* 10. November 1891 in Gmunden; † 24. März 1978) war ein österreichischer Wirtschaftsfunktionär und NSDAP-Gauwirtschaftsberater im Gau Oberdonau sowie Präsident der Industrie- und Handelskammer Linz.

## Leben und Funktionen
Nach der Volksschule erlernte Hinterleitner das Hafnerhandwerk und besuchte sechs Semester einer Fachschule für Keramik. Nach einer Praxis im In- und Ausland wurde er Geschäftsführer der Ersten Linzer Tonöfenfabrik Schadler, wo er auch Teilhaber wurde. Von 1915 bis 1918 diente er während des Ersten Weltkrieges im Infanterie-Regiment 84 und wurde mehrmals ausgezeichnet. Bereits um 1930 betätigte sich Hinterleitner für die NSDAP und trat zum 27. April 1933 in die Partei ein (Mitgliedsnummer 1.613.535). Nach dem Verbot der NSDAP im Juni 1933 war er illegal für die Partei tätig, so unter anderem als Leiter der Nationalsozialistischen Handwerks-, Handels- und Gewerbeorganisationen (NS-HAGO) und war deswegen mehrfach inhaftiert.
Mit dem „Anschluss“ Österreichs an das Deutsche Reich wurde er als Gewerbereferent in die Landesregierung von Oberösterreich unter der Leitung von August Eigruber berufen und übernahm in der 1939 eingerichteten Landeshauptmannschaft das Ressort „Landwirtschaft, Siedlung und Umlegung, Wirtschaft und Arbeit“. Zudem wurde er im August 1938 zum NSDAP-Gauwirtschaftsberater für den Gau Oberösterreich ernannt und war von 1938 bis 1944 in Personalunion Präsident der Industrie- und Handelskammer und der Wirtschaftskammer Linz. Ebenfalls 1938 trat Hinterleitner der SS bei (SS-Nummer 309.099), in der er SS-Obersturmbannführer wurde.
Weitere Funktionen, die Hinterleitner übernommen hatte, waren die Mitgliedschaft im Verwaltungsausschuss und Vorstand der Allgemeinen Sparkasse Linz, im Direktionsrat der Oberösterreichischen Landes-Brandschaden-Versicherungsanstalt und im Aufsichtsrat der Zellwolle Lenzing AG. Er war Vorsitzender im Aufsichtsrat der Steyrermühl-Papierfabrik und hatte die Ämter der Präsidenten des Verwaltungsrates der Wolfsegg-Traunthaler Kohlenwerks AG sowie des Aufsichtsrates der Papierfabrik Pötschmühle AG in Wettern im heutigen Tschechien inne. Südböhmen gehörte damals zum Gau Oberdonau.

## Beteiligung an „Arisierungen“
Als NSDAP-Gauwirtschaftsberater war Hinterleitner Geschäftsführer der „Handels- und Industriegesellschaft m. b. H. Linz“, in der die „arisierten“ Vermögen zusammengefasst waren.
Zusammen mit Gauleiter Eigruber trieb Hinterleitner die „Entjudung“ der mittelständischen Wirtschaft voran. Obwohl er in seiner Funktion als Gauwirtschaftsberater keine rechtswirksamen Entscheidungen treffen konnte, gelang es ihm, die dafür zuständigen Dienststellen des Staates mit Hilfe des Gauleiters so zu beeinflussen und ein Geflecht von Beziehungen zwischen den Stellen zu knüpfen, dass er in vielen „Arisierungsverfahren“ an sein Ziel gelangte.
Dies lässt sich am Beispiel des Warenhauses Kraus & Schober, dem damals größten und modernsten Linzer Warenhaus, zeigen. Dieser Betrieb war schon seit 1936 vom damals noch illegalen „Österreichischen Beobachter“ systematisch als „grauslicher Ramschladen“ verunglimpft worden.
In die „Arisierung“ des Warenhauses wurde die von Hinterleitner geführte „Handels- und Industriegesellschaft“ eingeschaltet, die das Unternehmen zum viel zu niedrigen Kaufpreis von 350.000 RM erwarb, zahlbar an die Gauleitung. Am 15. März 1938, also kurz nach dem „Anschluss“ Österreichs, wurde den Kunden folgende Mitteilung gemacht: „Wir geben bekannt, dass die Juden aus der Firma Kraus und Schober, Linz entfernt worden sind und der Betrieb nunmehr in eine nationalsozialistische Arbeitsgemeinschaft überführt worden ist.“
Ebenso „beispielhaft“ für das Vorgehen von Eigruber und seinem intelligenten und äußerst sachkundigen Gauwirtschaftsberater Hinterleitner war die Fusion der Steyrermühl Papierfabrik mit der „arisierten“ Papierfabrik Pötschmühle AG. Während Hinterleitner als Verhandlungsleiter für den Gau die Besitzer so weit einschüchterte, dass sie ihre Aktien an die Wolfsegg-Traunthaler Kohlenwerks AG, deren Verwaltungsratspräsident Hinterleitner war, unter dem Marktwert verkauften, verhandelte Eigruber erfolgreich mit den eigentlich zuständigen staatlichen Dienststellen. Durch die Übernahme von Posten als Vorstand bzw. Aufsichtsratsvorsitzender durch Hinterleitner übernahm die NSDAP-Gauleitung anschließend die Kontrolle über die neu formierten Unternehmen.
Hinterleitner hat bei den „Arisierungsverfahren“ viel Zeit und Mühe aufgewendet, um diese als „gesetzmäßig“ darzustellen. Er und seine Mittäter führten diese „Rechtmäßigkeit“ nach dem Ende der NS-Herrschaft zu ihrer Verteidigung an.

## Nach 1945
Hinterleitner wurde am 4. Juli 1945 vom CIC in Grieskirchen verhaftet. Bis Mitte 1947 war er Häftling im Internierungslager Glasenbach, einem Lager für höhere Parteifunktionäre der NSDAP, anschließend in Untersuchungshaft in Linz. Ein Volksgerichtsverfahren wegen seiner Beteiligung an der „Arisierung“ der Pötschmühle wurde 1948 eingestellt. Im Dezember 1948 stellte er ein „Ansuchen um Nachsicht von den Sühnefolgen nach § 27 des Verbotsgesetzes 1947“, 1950 wurde es bewilligt.
Zwischen 1950 und 1963 war er wieder in der Kammer der gewerblichen Wirtschaft angestellt. Außerdem war er Vorstandsmitglied des Verbandes der Vereinigung österreichischer Industrieller in Oberösterreich und Ehrenbürger von Oberneukirchen. Die Ehrenbürgschaft wurde ihm mit Gemeinderatsbeschluss vom 15. Mai 2013 aberkannt. 
Das Oberösterreichische Heimatwerk, dessen Mitbegründer und Ehrenpräsident Hinterleitner war, schreibt im Jahr 1972: „Der Vorsitzende des Aufsichtsrates, Kommerzialrat Oskar Hinterleitner, war anlässlich seines 80. Geburtstages Gegenstand zahlreicher Ehrungen. Das Heimatwerk veranstaltete für ihn einen Abend, an dem Burgschauspieler R. Eybner Proben seiner Vortragskunst bot.“